# Techwitz
Techwitz ist ein Ortsteil von Tröglitz innerhalb der Gemeinde Elsteraue im Burgenlandkreis in Sachsen-Anhalt.

## Geschichte

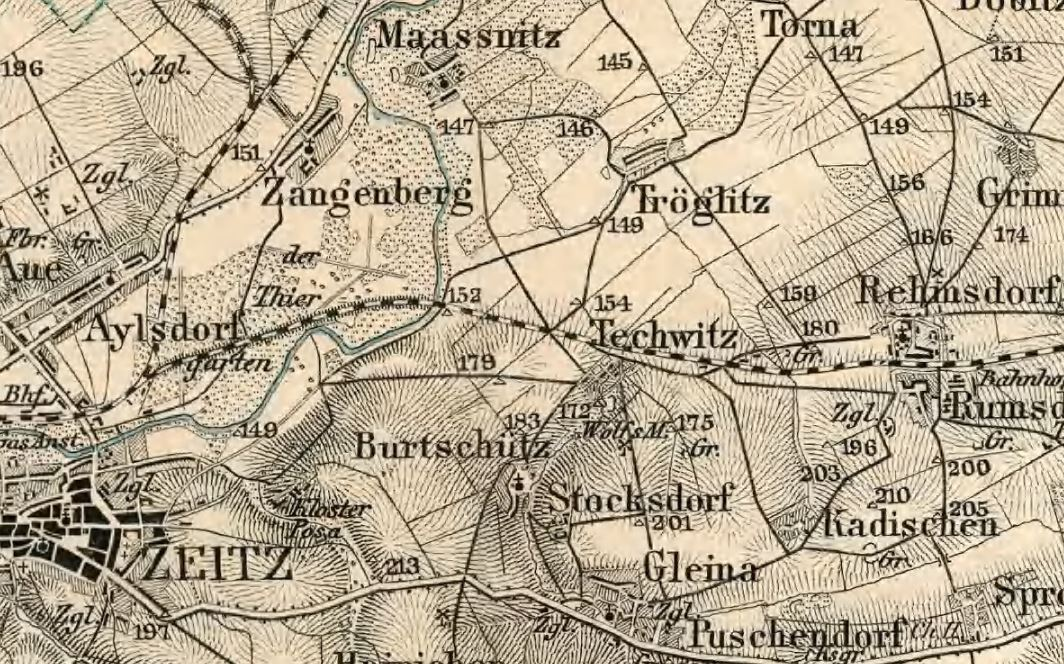
Ortslage von Techwitz bei Zeitz um 1893

Techwitz, in alten Schriften auch als Techebuditz, Techebodiz, Tecwitz, Techwicz erwähnt, war ursprünglich ein wendisches Rundlingsdorf. Das Dorf wurde am 9. November 1121 erstmals urkundlich in einem Dokument des Klosters Bosau erwähnt. Im Ort befand sich ein Rittergut, wonach sich das dort ansässige Adelsgeschlecht von Techwitz benannte. Die Siedlung hatte kein eigenes Gotteshaus. Eingepfarrt war Techwitz im rund 2000 m entfernten Kirchdorf Gleina. Den Gottesdienst besuchten die Techwitzer jedoch in der rund 1000 m entfernten Kirche von Burtschütz, einer Filialkirche von Gleina. Zu Techwitz gehörte der abseits gelegene Ausbau Wolfsmühle, ein großes Gehöft mit einer Wassermühle, die von der Schwennigke angetrieben wurde.
Weltlich unterstand Techwitz dem Amt Zeitz, bevor es 1818 dem neu gebildeten Landkreis Zeitz zugeteilt wurde. 1847 verzeichnete die amtliche Statistik für den landwirtschaftlich geprägten Ort 14 Höfe und 112 Einwohner. Bis 1870 stieg die Einwohnerzahl auf 132. Die Bauern betrieben Ackerbau und Viehwirtschaft; 1875 lebte auch einen Bierbrauer in Techwitz. Nach Eröffnung der Bahnstrecke Zeitz–Altenburg erhielt die Gemeinde am 1. Oktober 1895 einen Haltepunkt mit einer 14 m² großen Wartehalle. Zum 1. Dezember 1913 folgte die offizielle Umbenennung der Haltestelle in Bahnhof Techwitz und die zeitgleiche Eröffnung einer zusätzlichen 6,42 km langen eingleisigen Verbindungsstrecke Techwitz-Zeitz ausschließlich für den Güterverkehr zum Bahnhof Zeitz.
Um 1910 lebten in Techwitz 247 Personen, deren Anzahl bis 1933 auf 310 und bis 1939 auf 503 stieg. Am 1. Mai 1937 begann die Braunkohle-Benzin AG (Brabag) in nordöstlicher Nähe zu Techwitz mit dem Bau des Hydrierwerks Zeitz, das ab dem 2. Januar 1939 die Produktion synthetischer Kraftstoffe aufnahm. Im gleichen Zeitraum entstanden für die Brabag-Belegschaft Werkssiedlungen in Tröglitz und Umgebung, die unter anderem die rund 1400 m große Lücke zwischen Burtschütz und Techwitz schloss. Damit wurden die beiden Bauerndörfer faktisch in die Gestaltung der Tröglitzer Wohnbebauung integriert, die sich an der Gartenstadtkonzeption der 1930er-Jahre orientierte. Auch in Techwitz entstanden für die Beschäftigten der Brabag 458 Volkswohnungen mit vier bis fünf Zimmern in zweigeschossigen Mietshäusern.
Mit Wirksamkeit zum 29. März 1943 folgte die Eingliederung von Burtschütz und Techwitz in Tröglitz. Die Umbenennung des Bahnhofs Techwitz in Bahnhof Tröglitz erfolgte zum 1. Juli 1943. Nach den ersten gezielten alliierten Luftangriffen auf das Hydrierwerk Zeitz wurden ab Mitte Mai 1944 in einer alten Techwitzer Sandgrube tiefe Luftschutzstollen angelegt, die heute verschüttet sind.

## Gegenwart
In Tröglitz-Techwitz etablierten sich nach der Wende mehrere kleine Familienunternehmen.